# Raffaello Franchini
Raffaello Franchini (Napoli, 5 ottobre 1920 – Napoli, 19 settembre 1990) è stato un filosofo e saggista italiano.

## Biografia
Filosofo, saggista e scrittore  è nato a Napoli il 5 ottobre del 1920 da Vincenzo e Anna Scalera, ed è morto a settant’anni non ancora compiuti il 19 settembre del 1990. Si laureò ventunenne mentre era sotto le armi: visse una drammatica esperienza bellica che lasciò un segno per la vita.  Fu tra i primi allievi dell’Istituto Italiano di Studi Storici, fondato da Benedetto Croce a Napoli nel 1946, dove ha tenuto in seguito conferenze e lezioni. Libero docente dal 1956, ha insegnato nell’Università di Messina fino al 1971, quando venne chiamato a Napoli sulla cattedra di Logica e successivamente di Filosofia teoretica. Tra i fondatori della Hegel-Internationale Vereinigung, è stato socio delle Accademie napoletane nella Società nazionale di Scienze, Lettere e Arti e dell’Istituto Lombardo di Milano. Intensa è stata la sua attività di pubblicista e di scrittore. Collaborò nell’immediato dopoguerra a giornali come “La Voce”, “L’Azione”, “Il Giornale”, e in seguito al “Mattino” di Napoli, al “Tempo” di Roma e alla “Gazzetta di Parma”. Per circa quindici anni (dal 1950 al 1966) scrisse sul “Mondo” di Mario Pannunzio, dal 1964 contribuì assiduamente alla “Rivista di Studi crociani”, nata a Napoli per iniziativa di Alfredo Parente. Dal 1983 diresse la nuova serie filosofica della rivista “Criterio”, fondata a Firenze negli anni cinquanta da C.L. Ragghianti. Sin da adolescente aveva frequentato la casa di Benedetto Croce, scoprendone via via la lezione di alta umanità e di profondo significato etico-politico. Unì alla vocazione filosofica la militanza politica in nome dei valori della liberaldemocrazia. Partecipò attivamente a “Nord e Sud” di Francesco Compagna e alla “Realtà del Mezzogiorno” di Guido Macera. Cultore delle arti visive, di cinema e di teatro, di musica e di poesia, si cimentò tra l’altro nella scrittura di 99 Aforismi, antologizzati nel volume degli “Scrittori italiani di aforismi”.Redasse nel 1952 preziose Note biografiche di Benedetto Croce, raccolte dalla viva voce del filosofo, che furono oggetto di alcune trasmissioni radiofoniche. La sua vasta biblioteca è ora custodita presso la biblioteca dell’Università “L’Orientale” di Napoli. Fra i tanti suoi allievi anche la poetessa Carmen Moscariello e Corrado Ocone.

## Il pensiero filosofico
Il nocciolo del pensiero filosofico di Raffaello Franchini sta nel tema del “giudizio”, storico, politico, prospettico.  Alla lezione di Benedetto Croce, che considerò un classico della storia delle idee, Franchini si era costantemente ispirato, riconoscendogli il merito, per lo più sottaciuto, di aver calato il pensiero nel vivo dell’esperienza storica. In una prima raccolta di scritti Esperienza dello storicismo (1953) distingueva, in continuità ideale con gli studi di Carlo Antoni, lo storicismo di matrice vichiano-crociana dal Historismus tedesco, prevalentemente filologico, nella convinzione peraltro che la filosofia dello spirito non fosse una pura e semplice ripresa dell’idealismo hegeliano. Indagò il nucleo logico della filosofia di Croce individuando nel nesso delle categorie conoscitive e pratiche l’unicità della dialettica, di opposti e distinti. Negli anni Cinquanta fu tra i primi a confrontarsi con le nuove correnti della fenomenologia, dell’esistenzialismo, del neopositivismo, segnalando nel tema del nulla lo scacco definitivo del sistema, insieme con il bisogno di qualificare l’irrazionale, che è il vasto mondo della non filosofia. Ha scritto agli albori degli anni Sessanta una esaustiva storia dell’idea di dialettica, dai Greci ai contemporanei (Le Origini della dialettica, 1961), approdando infine alla forma moderna della filosofia nel passaggio dalla metafisica teologica alla metodologia della storia. Aveva appreso da Hegel che la dialettica è la logica della filosofia, distinta dalle altre scienze, e alla tradizione del criticismo kantiano collegò la questione del giudizio, in special modo nella forma della riflessione estetico-teleologica della terza Critica. Gli si aprirono nel frattempo squarci significativi sul fattore esistenziale e storico del “non essere ancora”, che lo indusse ad approfondire l’idea di progresso tra la crisi degli ideali illuministici e la nuova dimensione etico-politica del giudizio prospettico, tra passato e avvenire. Il futuro è in qualche modo prevedibile nella prospettiva individuale di chi è chiamato ad agire in una situazione in sviluppo. Altra cosa sono le astratte profezie, gli oracoli moderni, le prassi scientifiche, la scommessa, il caso, che sono forme di previsioni utili, finanche necessarie, ma non vere (Teoria delle previsione, 1964). Franchini proclamava, negli anni Ottanta, il diritto alla filosofia, la lotta per il diritto all’esercizio della ragione contro i sofismi che limitano la libertà, per ridare dignità alla rivendicazione dei diritti umani (Il diritto alla filosofia, 1982). Nei suoi ultimi scritti è tornato sul rapporto di filosofia e scienze particolari, riconoscendo a ogni sapere una funzione paritaria nella differenza di contenuti e di metodi. Il pensiero non ha punti di partenza né approdi finali, ma poggia sulla spontaneità creatrice del Vitale nel quale il vecchio Croce, in perenne confronto critico con Hegel, aveva indicato l’origine della dialettica e una scoperta di alta Eticità. Nell’Utile, da Croce elevato al livello dello spirito, Franchini ha indagato in varie occasioni gli aspetti ineludibili di buona parte della vita umana (la volontà, le passioni, le classificazioni), per una comprensione ad ampio raggio del senso del terrestre.

## Opere principali
- Dalla filosofia della storia alla ragione storica, Giannini, Napoli 1953
- Esperienza dello storicismo, Giannini, Napoli 1953
- Metafisica e storia, Giannini, Napoli 1958
- Il progresso: storia di un’idea, La Nuova Accademia, Milano 1960; seconda edizione accresciuta L’idea di progresso. Teoria e storia, Giannini, Napoli 1979
- Le origini della dialettica, Giannini, Napoli 1961;
- L’oggetto della filosofia, Giannini, Napoli 1962
- Teoria della previsione, ESI, Napoli 1964; seconda edizione riveduta, Giannini, Napoli 1972;
- Croce interprete di Hegel, Giannini, Napoli 1964
- La teoria della storia di Benedetto Croce, Morano, Napoli 1966; seconda edizione, E.S.I., Napoli 1995 a cura di Renata Viti Cavaliere
- La logica della filosofia, Giannini, Napoli 1967
- Il sofisma e la libertà, Giannini, Napoli 1971
- Autobiografia minima, Bulzoni, Roma 1972
- Interpretazioni. Da Bruno a Jaspers, Giannini, Napoli 1975
- Il dissenso liberale, Sansoni, Firenze 1975
- Intervista su Croce, a cura di A. Fratta, SEN, Napoli 1978
- Il diritto alla filosofia, SEN, Napoli 1982
- Critica delle crisi: filosofia, scienze, rivoluzioni, Cadmo, Roma 1985
- Il progresso della filosofia, Storia della filosofia con testi e ricerche, Ferraro Napoli 1986
- Eutanasia dei principii logici, Loffredo, Napoli 1989
- Il potere e l’ipotesi. Tappe di una filosofia delle funzioni, Morano, Napoli 1989
- Pensieri sul “Mondo”, a cura di R. Viti Cavaliere, C. Gily, R. Melillo, presentazione di G. Cotroneo, Luciano, Napoli 2000
- Teoria della previsione, a cura di G. Cotroneo e G. Gembillo, Armando Siciliano, Messina 2001
- Le origini della dialettica, a cura di F. Rizzo, Rubbettino, Soveria Mannelli 2006
- Scritti su “Criterio”, Introduzione, testi e indici a cura di R. Viti Cavaliere e R. Peluso, ScriptaWeb, Napoli 2010